# جبال الألب اليابانية
جبال الألب اليابانية (باليابانية: 日本アルプス نيهون أروبوسو) هي عبارة عن سلسلة جبال في اليابان تتوسط جزيرة هونشو الرئيسية كبرى جزر اليابان. تم وضع هذا الاسم من قبل وليام غوفلاند الذي يعتبر أبا لعلم الآثار اليابانية.

## النطاقات الثلاث
تشمل جبال الألب اليابانية اليوم ثلاث نطاقات هي جبال هيدا وجبال كيزو وجبال أكايشي. تشمل هذه النطاقات عدة قمم شاهقة تتجاوز ارتفاع 3000 م وهي الأعلى بعد جبل فوجي. القمة الأعلى هي جبل هوتاكا على ارتفاع 3190 م، وجبل كيتا على ارتفاع 3193 م.

### جبال الألب الشمالية
تمتد جبال الألب الشمالية، تعرف أيضا باسم جبال هديا على طول محافظات ناغانو، توياما غيفو. وجزء صغير منها إلى محافظة نييغاتا.

### جبال الألب الوسطى
جبال الألب الوسطى وتعرف أيضا باسم جبال كيزو، تمتد في محافظتي ناغانو وغيفو.

### جبال الألب الجنوبية
تمتد جبال الألب الجنوبية والتي تعرف أيضا باسم جبال أكايشي في محافظات ناغانو، ياماناشي و شيزوكا.

## وصلات خارجية
- الموقع الرسمي للسياحة في سبع مدن في جبال الألب اليابانية